# 日圓升值蕭條

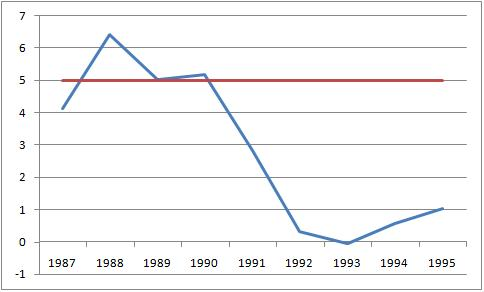
日圓升值後短暫GDP繁榮，之後崩潰

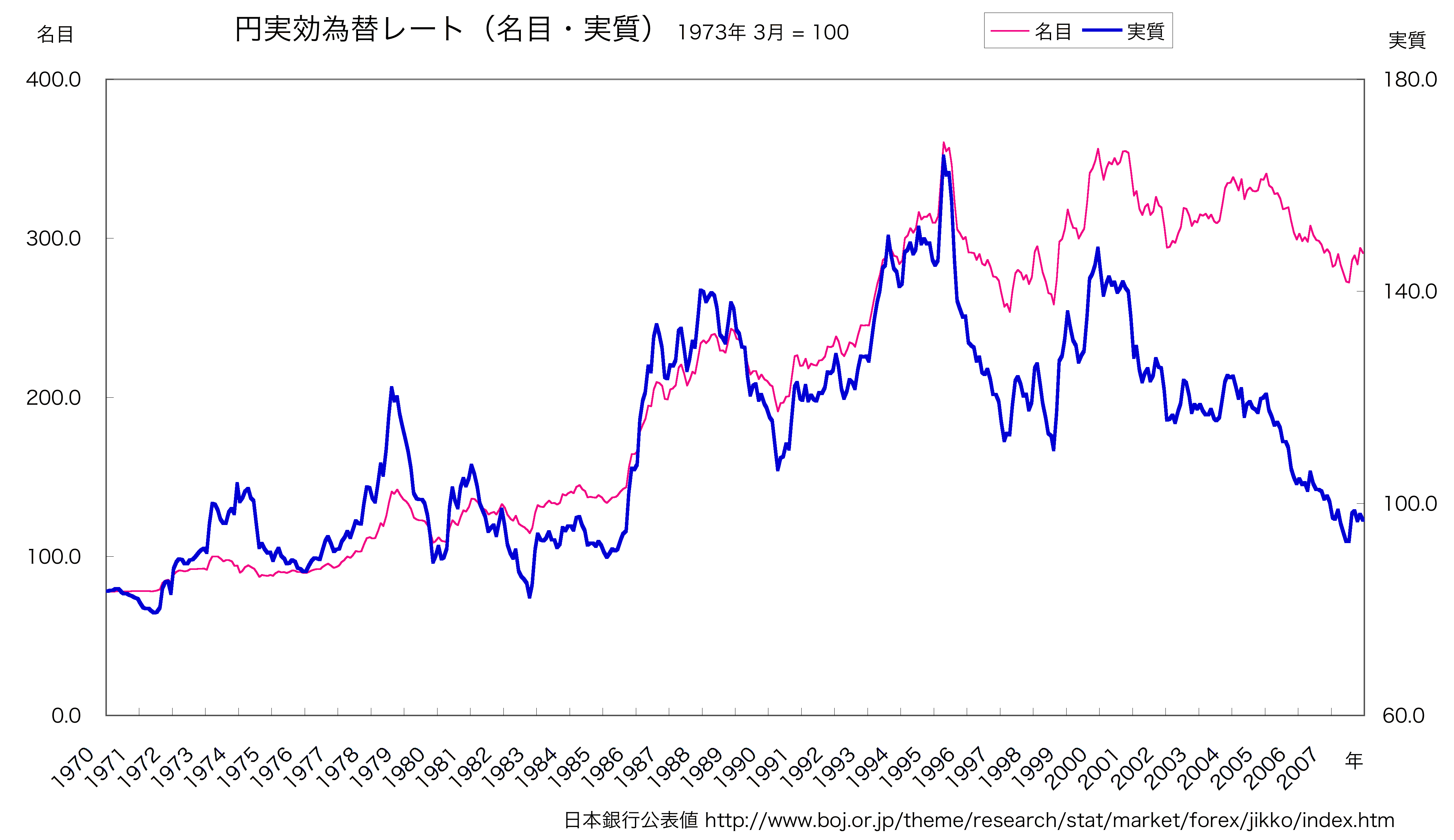
日圓匯率

日圓升值蕭條（日语：／ Endakafukyō */?）為《廣場協議》後日本經濟出現的快速繁榮後進入大蕭條狀況，並在多數經濟學界公認導致了失落的十年，甚至失落的二十年現象；該現象大幅影響了目前國際貿易狀況，並有許多國家競相貶值的貨幣戰爭情況。

## 概述

### 廣場協議後的錯誤佈局
1985年後，日本依照《廣場協議》大幅升值日圓，進口產業因貨幣購買力增強而受益，對於日本這樣物資急需進口的國家來說，這種操作在短期之內出現了一波內需榮景，因為多數人購買進口商品的購買力增強，發生了爆買與資產上漲等，股價與土地一度創下天價，造就當時的繁華生活，認為金融體系不會出問題，卻導致出口產業失去競爭力而倒閉，或人力需求較大的製造業外移，政府發放大量貨幣作為產業補償，之後進一步經濟狂飆帶動通膨壓力與金融泡沫，而同時間日本試圖抑制升值為市場降溫的操作失控，導致經濟崩盤。

### 產業結構問題的原因與後果
出現升值蕭條的深層長期原因在於工作機會不夠：進口銷售和服務業、金融等偏向末端與販售，工作機會較少，而生產製造與出口型的產業提供較多的工作機會，尤其是門檻較低的藍領工作機會，但在升值期間卻放任產業外移；從而增加失業和勞動力供過於求拉低中下層薪資，長期效應會造成不安定雇用和格差社會等現象。反之頂端的有錢部位也資產大量增值，當財富聚積於少數人手上時，擁有過多財富的人便會開始炒作房地產和股市的泡沫，連帶所有人也投入投機行動，當泡沫爆破時，人們重歸保守或破產負債，經濟就會出現大幅衰退；當現象持續時間再拉長時，人們為了還債減少消費，政府也不得不採取利率政策振興市場，消費力還是拉不起來，結構性地造成內需和出口產業兩者都遜於升值前的不景氣情形。